# Danh sách bảo tàng ở Nhật Bản
Đây là danh sách bảo tàng ở Nhật Bản.

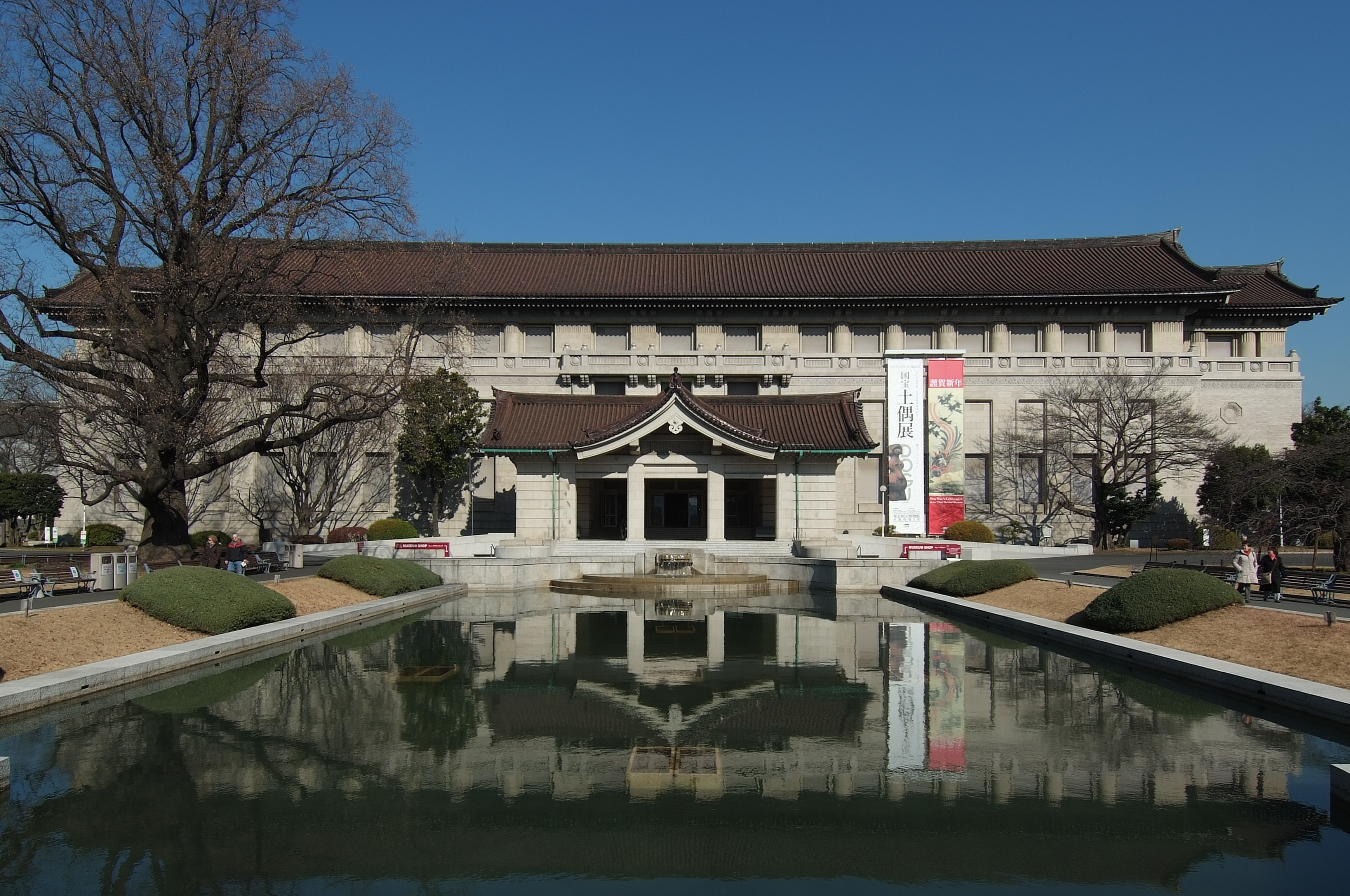
Bảo tàng Quốc gia Tokyo

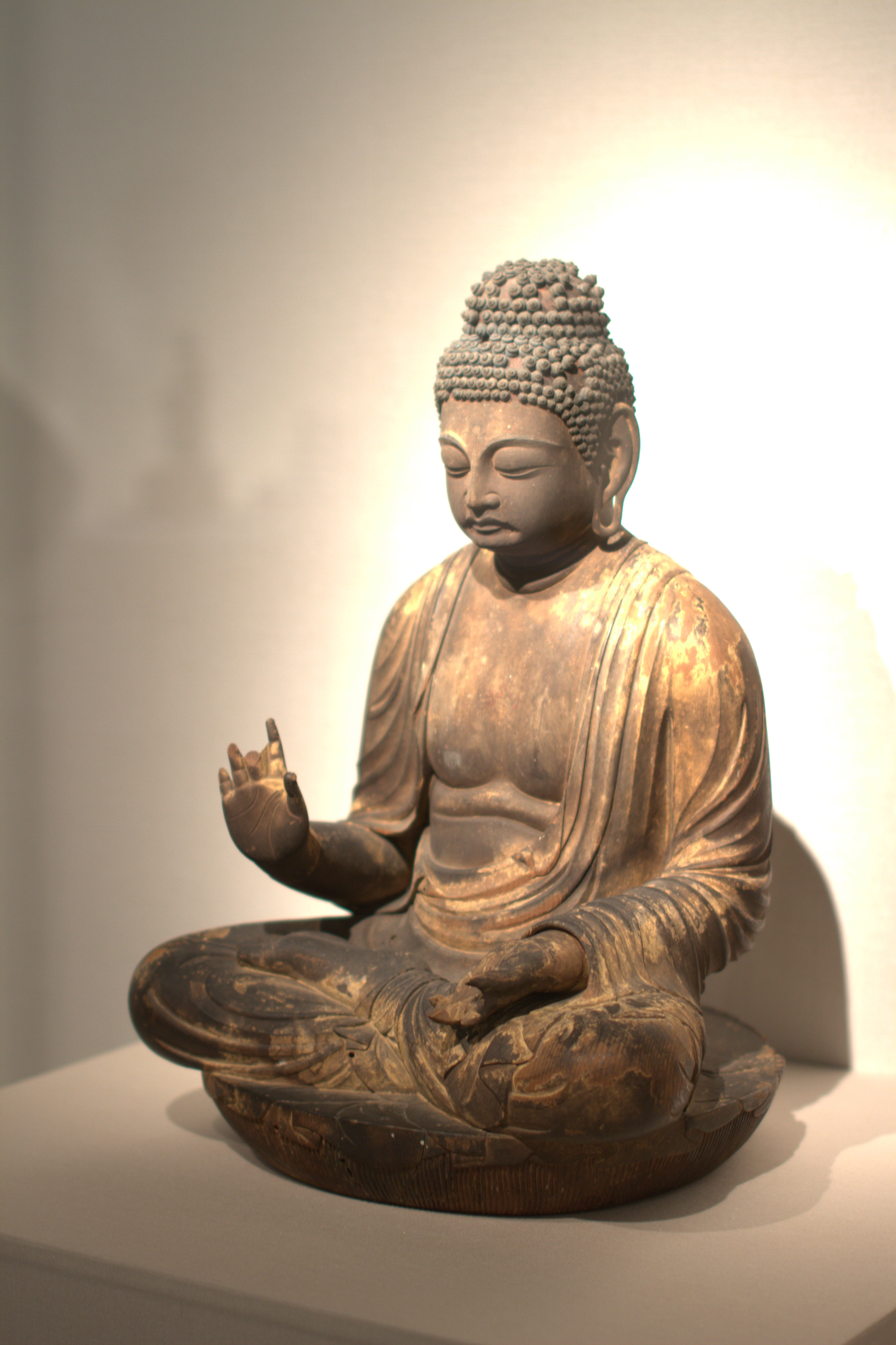
Tượng phật trong Bảo tàng Quốc gia Nara

Bảo tàng Quốc gia Tokyo được thành lập vào năm 1872 và có lịch sử lâu đời nhất trong số các bảo tàng ở Nhật Bản.
Bộ sưu tập của Bảo tàng với hơn 113.000 hiện vật, bao gồm cả những Bảo vật quốc gia và Tài sản văn hóa quan trọng. Bảo tàng tiến hành sưu tầm, bảo quản, phục chế phục dựng và trưng bày các tài sản văn hóa vật thể trên khắp Nhật Bản và khu vực châu Á. Bảo tàng cũng tiến hành nghiên cứu các tài sản này và tăng cường công tác giáo dục nhằm nâng cao sự hiểu biết về chúng.
Với sứ mệnh "Chuyên chở truyền thống và văn hóa Nhật Bản đến với các thế hệ tương lai và thế giới,"Bảo tàng Quốc gia Tokyo luôn cố gắng tạo dựng hình ảnh của một bảo tàng đáp ứng được nhu cầu của tất cả khách tham quan, từ người lớn đến trẻ em hay du khách nước ngoài. Đồng thời bảo tàng tổ chức những hoạt động mang tính thực hành nhằm làm tăng thêm sự hiểu biết cũng như thưởng thức các tài sản văn hóa, đồng thời tổ chức các hội thảo để tạo điều kiện đánh giá các tác phẩm nghệ thuật và cải thiện các dịch vụ hướng dẫn.
Bảo tàng Nghệ thuật Hiện đại Quốc gia ở Tokyo trưng bày những kiệt tác nghệ thuật hiện đại tuyệt vời nhất Nhật Bản theo trình tự thời gian.

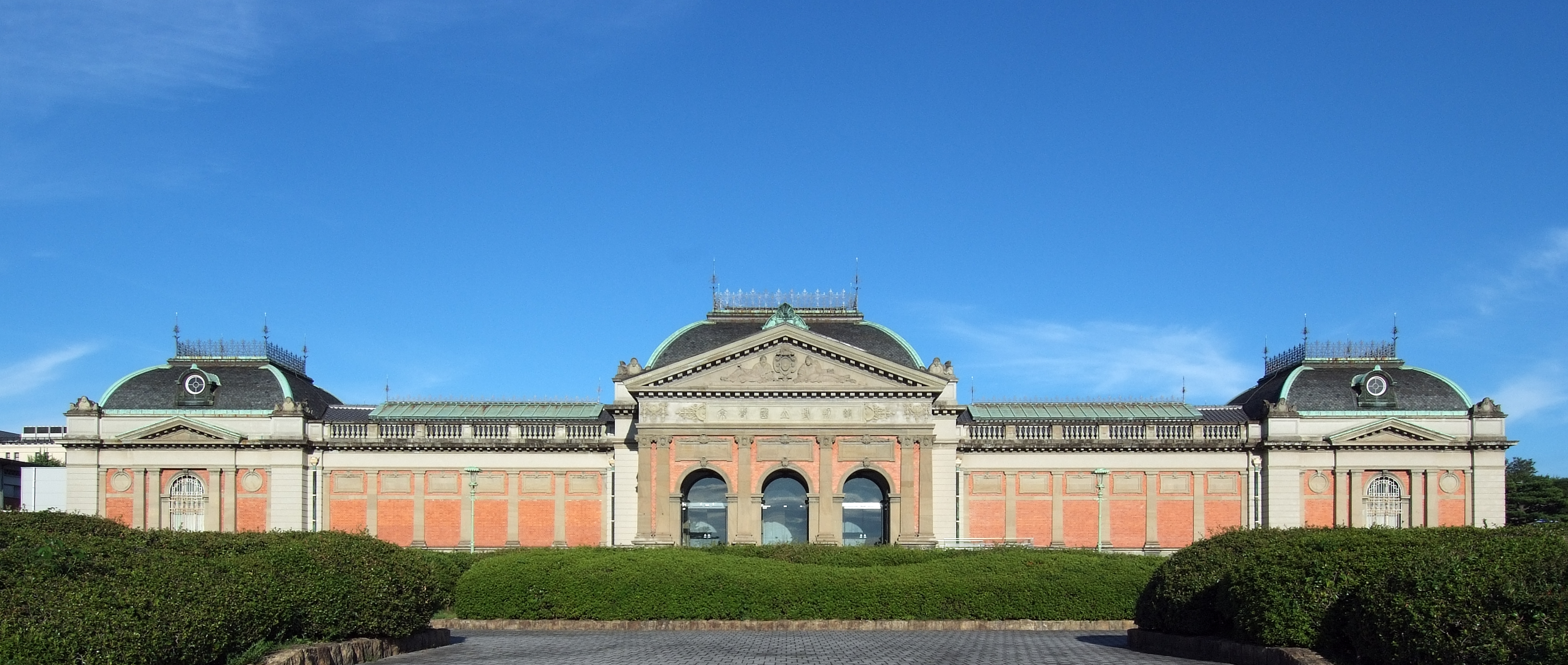
Bảo tàng Quốc gia Kyoto
Ban đầu được lập ra xung quanh những bức tranh, tác phẩm điêu khắc và các kho báu của các đền thờ vùng lân cận. Hiện nay bảo tàng là nơi lưu trữ các mẫu vật điển hình về các giai đoạn của nghệ thuật Nhật Bản.

Bảo tàng Quốc gia Nara
Được chú ý đặc biệt bởi bộ sưu tập các tác phẩm điêu khắc về Phật giáo.
Bảo tàng Gotoh
Có bộ sưu tập "Bộ truyện kể Genji" (Báu vật Quốc gia)
Bảo tàng Mỹ thuật Tưởng niệm Hatakeyama
Đặc trưng với các hiện vật về trà đạo. Có vườn Nhật Bản tạo không khí thoáng đãng, thư thái và trang nhã để du khách có thể thoải mái chiêm ngưỡng các tác phẩm mỹ thuật.
'''Bảo tàng Nghệ thuật Idemitsu'''
Với bộ sưu tập thư pháp, tranh vẽ vàđồ gốm Nhật Bản và Trung Quốc
Bảo tàng nghệ thuật Yamatane
Chuyên về tranh Nhật Bản hiện đại và đương đại
Bảo tàng thủ công mỹ nghệ Dân gian Nhật Bản
Tập trung vào hàng thủ công sử dụng hàng ngày như gốm và dệt may
Bảo tàng Nghệ thuật Tưởng niệm Ukiyoe Ota
Chuyên trưng bày tranh Ukiyeo.
Bảo tàng Edo-Tokyo
Sử dụng các mô hình có quy mô lớn để tái hiện lịch sử và nếp sống của Tokyo,
Bảo tàng Nghệ thuật Tokyo Metropolitan Teien
Với kiến trúc nghệ thuật thuần túy được xây dựng vào năm 1933 và chuyên tổ chức nhiều cuộctriển lãm]].
Bảo tàng nghệ thuật Đương Đại ở Tokyo
Trưng bày một loạt các kiệt tác nghệ thuật đương đại của Nhật Bản lẫn nước ngoài.

Bảo tàng Nghệ thuật đương đại Hara
Ở quận Shinagawa của Tokyo là một tòa nhà được xây dựng theo phong cách [[Bauhaus thanh lịch chuyên trưng bày một loạt tác phẩm nghệ thuật đương đại.
Bảo tàng nghệ thuật Đương đại
Tại tháp nghệ thuật Mito. Nổi tiếng với những buổi triển lãm nghệ thuật đương đại độc đáo.
Bảo tàng nghệ thuật Tokugawa tại Nagoya
Chuyên về trang phục trong kịch Noh, kiếm, áo giáp và những di vật của samurai.
Bảo tàng nghệ thuật Tokaido Hiroshige của tỉnh Shizouka
Trưng bày bộ sưu tập hơn 1. 300 tranh mộc bản nổi tiếng của Hiroshige Utagawa, một họa sĩ lừng danh nhất Nhật Bản.
Bảo tàng Nghệ thuật Fujita ở Osaka
Là nơi quan trọng lưu giữ bộ sưu tập nghệ thuật cổ điển rất phong phú. Tuy nhiên bảo tàng chỉ mở cửa vào mùa xuân và mùa thu.
Bảo tàng gốm sứ Phương Đông của thành phố Osaka
Chuyên về gốm sứ cổ vô giá của Trung Quốc và Hàn Quốc
Bảo tàng Nghệ thuật thành phố Osaka
Với bộ sưu tập công trình nghệ thuật cổ xưa của Trung Quốc và Nhật Bản rất đa dạng và phong phú.
Bảo tàng Nghệ thuật Oyamazaki Villa ở Kyoto
Là một biệt thự các triển lãm kiệt tác gốm sứ có lối kết cấu đầy ấn tượng mang đến cho người xem một không gian thư giãn nhẹ nhàng và thanh tĩnh.
Bảo tàng Miho ở Shiga 

Có các kiệt tác nghệ thuật Nhật Bản và mỹ thuật cổ đại từ khắp nơi trên thế giới. Tuy nhiên, bảo tàng này lại không mở cửa trong suốt mùa đông.
Bảo tàng Suntory TEMPOZAN
Tổ chức với buổi triển lãm với các chuyên đề về các tấm quảng cáo.

## Liên kết
- Bảo tàng Quốc gia Nara
- Bảo tàng ở Kyushu
- Lưu trữ ngày 14 tháng 8 năm 2009 tại Wayback Machine